# یینیگو اورتیز دی رتز

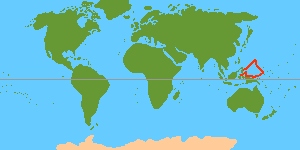
خط سیر دریانوردی رتز.

یینیگو اورتیز دی رتز (به انگلیسی: Yñigo Ortiz de Retez) (درگذشته ۱۵۴۵) یک کاوشگر دریایی اسپانیایی قرن شانزدهم با تبار باسکی بود، که در سواحل شمالی جزیره اقیانوس آرام-ملانزیایی گینه نو کشتیرانی می‌کرد و و نام گینه نو را به این جزایر داد.